# 人类受精
人类受精是人类精子与卵细胞的受精过程，在哺乳动物中都为体内受精，这一过程发生在输卵管中。